# 뷰티르산
뷰티르산(영어: butyric acid, 그리스어 "βούτῡρον"에서 유래, "butter"를 의미함)은 계통명은 부탄산(영어: butanoic acid)이고, BTA로 약칭되며, 화학식이 CH3CH2CH2-COOH 인 카복실산이다. 뷰티르산의 염 및 에스터(에스테르)는 뷰티레이트(butyrate) 또는 부타노에이트(butanoate)로 알려져 있다. 뷰티르산은 우유 특히 염소, 양 및 아메리카들소의 젖, 버터, 파르미자노 레자노 치즈 및 혐기성 발효 산물(결장 및 액취증 포함)에서 발견된다. 또한 뷰티르산은 허쉬 공정에 의해 생산된 밀크 초콜릿에서 발견되거나, 허쉬 초콜릿의 맛을 모방하기 위해 첨가된 것으로 추측된다. 뷰티르산은 사람의 구토물에 존재하며, 불쾌한 냄새를 낸다. 뷰티르산은 불쾌한 냄새와 콕 쏘는 맛을 가지며, 에테르와 유사한 약간 감미로운 뒷맛을 가진다. 개와 같은 좋은 냄새 탐지 능력이 있는 포유류는 뷰티르산을 10ppb(parts per billion)로 탐지할 수 있는 반면에 사람은 10ppm(parts per million)이상의 농도에서 뷰티르산을 탐지할 수 있다.
뷰티르산은 1814년 프랑스의 화학자 미셀 외젠 슈브뢰이(Michel Eugène Chevreul)에 의해 불순한 형태로 처음 관찰되었다. 1818년까지 슈브뢰이는 뷰티르산을 특징짓기 위해 충분하게 정제했다. 그러나 슈브뢰이는 뷰티르산에 대한 초기 연구를 발표하지 않았고, 대신 프랑스 파리에 있는 과학 아카데미에 원고 형태로 연구 결과물을 맡겼다. 또한 프랑스의 화학자인 앙리 브라코노(Henri Braconnot)도 버터의 성분을 연구하고 연구 결과를 발표했는데 이것이 우선권에 대한 논쟁으로 이어졌다. 1815년 초에 슈브뢰이는 버터 냄새의 원인이 되는 물질을 발견했다고 주장했다. 1817년에 슈브뢰이는 뷰티르산의 성질에 관한 연구 결과를 발표하고, 뷰티르산의 이름을 지었다. 그러나, 1823년에 이르러서야 뷰티르산의 특성이 자세히 밝혀졌다. 뷰티르산이란 이름은 처음 발견된 물질인 butyrum (또는 buturum)이라는 버터의 라틴어 단어에서 유래되었다.

## 화학
뷰티르산은 동물성 지방에서 에스터의 형태로 발견되는 지방산이다. 뷰티르산의 트라이글리세라이드는 버터의 3~4%를 차지한다. 버터가 산패할 때, 가수분해에 의해 글리세라이드로부터 뷰티르산이 유리되어 불쾌한 냄새가 난다. 뷰티르산은 짧은 사슬 지방산이라고 불리는 지방산 하위 그룹의 주요 구성원이다. 뷰티르산은 염기와 강력한 산화제와 반응하여 많은 금속을 공격하는 중-강산이다.
뷰티르산은 물, 에탄올 및 에테르에 쉽게 용해되는 유성의 무색 액체이며 염화 칼슘과 같은 염으로 포화되어 액상으로부터 분리될 수 있다. 뷰티르산은 중크롬산 칼륨과 황산을 사용하여 이산화 탄소와 아세트산으로 산화되는 반면, 알칼리성 과망간산 칼륨은 뷰티르산을 이산화 탄소로 산화시킨다. 칼슘 염인 Ca(C4H7O2)2·H2O 은 뜨거운 물보다 차가운 물에 더 잘 녹는다.
뷰티르산은 이소뷰티르산(2-메틸프로판산)이라 불리는 구조 이성질체를 갖는다.

### 안전성
뷰티르산을 취급할 때 위험을 최소화하기 위해 고무 또는 PVC 장갑, 보호 안경, 화학 반응 저항성 옷, 신발과 같은 개인 보호 장비를 사용한다.
뷰티르산을 흡입하면 목이 아프고, 기침, 작열감, 호흡 곤란을 유발할 수 있다. 뷰티르산의 섭취는 복통, 쇼크 및 쇠약을 초래할 수 있다. 뷰티르산에 물리적으로 노출되면 통증, 물집, 피부 화상을 유발할 수 있지만 눈에 노출되면 통증, 심한 화상 및 시력 저하를 초래할 수 있다.

## 제조
뷰티르산은 당분 또는 녹말의 발효에 의해 산업적으로 제조되며, 탄산 칼슘은 제조 공정에서 형성된 산을 중화하기 위해 첨가된다. 녹말의 뷰티르산 발효는 고초균(Bacillus subtilis)의 직접 첨가에 의해 촉진된다. 뷰티르산의 염 및 에스터(에스테르)는 뷰티레이트 또는 뷰타노에이트로 불린다.
뷰티르산 또는 뷰티르산 발효는 돼지풀의 일종인 Heracleum giganteum의 오일에서 헥실 에스터 헥실 뷰티레이트로 발견되며, 파스닙(Pastinaca sativa)에서 옥틸 에스터 옥틸 뷰티레이트로 발견된다. 또한 뷰티르산은 피부균총 및 땀에서 주목받아 왔다.

## 사용
뷰티르산은 다양한 뷰티레이트 에스터 제조에 사용된다. 메틸 뷰티레이트와 같은 뷰티르산의 저분자 에스터는 대부분 기분 좋은 향과 맛을 가진다. 그래서 식품 및 향수에 첨가제로 사용된다. 또한 뷰티르산은 병원성 세균의 증식을 감소시키는 능력 때문에 동물 사료 보충제로도 사용된다. 뷰티르산은 EU FLAVIS 데이터베이스(번호 08.005)에서 식품 향료로 승인되었다.
또한 강한 냄새 때문에 뷰티르산은 낚시 미끼 첨가제로도 사용되었다. 잉어(Cyprinus carpio) 미끼에 사용되는 상업적으로 이용 가능한 많은 향들은 에스터 염기로 뷰티르산을 사용한다. 뷰티르산 자체 또는 뷰티르산이 첨가된 물질에 의해 어류가 유인되는지는 불분명하다. 그러나 뷰티르산은 유럽 잉어나 유럽 납줄개의 입맛에 맞는 몇몇 유기산들 중 하나였다.
뷰티르산은 해양 생물 보호 단체가 일본 포경선 선원들을 방해하거나, 낙태에 반대하는 시위자들이 낙태 크리닉의 활동을 방해하기 위한 악취탄으로도 사용되어 왔다.
뷰티르산은 아세트산과 함께 셀룰로스와 반응하여 다양한 도구, 부품 및 코팅에 사용되는 셀룰로스 아세테이트 뷰티레이트(CAB)를 생산할 수 있으며 셀룰로스 아세테이트보다 분해에 대한 저항성이 더 크다. 그러나, CAB는 열기 및 습기에 노출되면 뷰티르산을 방출하며 분해될 수 있다. 이 과정은 오래된 스크루 드라이버 및 기타 수공구의 구토물 냄새 같은 불쾌한 냄새로 종종 관찰된다.

## 생화학

### 미생물의 생합성
뷰티레이트는 혐기성 세균에 의해 수행되는 발효 공정의 최종 생성물로 생산된다. 발효차인 콤부차는 발효로 생성된 뷰티르산을 포함하고 있다. 이 발효 경로는 1861년 루이 파스퇴르에 의해 발견되었다.
세균에서 뷰티레이트 생성 세균 종류의 예시 :
- Clostridium butyricum
- Clostridium kluyveri
- Clostridium pasteurianum
- Faecalibacterium prausnitzii
- Fusobacterium nucleatum
- Butyrivibrio fibrisolvens
- Eubacterium limosum

그 경로는 대부분의 생물체에서 일어나는 포도당이 2분자의 피루브산으로 분해되는 해당과정으로 시작된다. 피루브산은 피루브산 생성효소(피루브산:페레독신 산화환원효소)로 불리는 효소 시스템을 포함하는 독특한 메커니즘을 사용하여 아세틸-CoA로 산화된다. 2분자의 이산화 탄소(CO2)와 2분자의 수소 원자(H2)가 세포로부터 부산물로 생성된다.
| 반응                                               | 효소                              |
| -------------------------------------------------- | --------------------------------- |
| 아세틸-CoA → 아세토아세틸-CoA                      | 아세틸-CoA-아세틸 전이효소        |
| 아세토아세틸-CoA → β-하이드록시부티릴-CoA          | β-하이드록시부티릴-CoA 탈수소효소 |
| β-하이드록시부티릴-CoA → 크로토닐-CoA              | 크로토네이스                      |
| 크로토닐-CoA → 부티릴-CoA (CH3CH2CH2C=O-CoA)       | 뷰티릴-CoA 탈수소효소             |
| CoA가 인산기로 대체되어 뷰티릴 포스페이트를 생성함 | 포스포부티릴레이스                |
| 인산기가 ADP와 결합하여 ATP와 뷰티레이트를 생성함  | 뷰티레이트 카이네이스             |

발효의 마지막 단계에서 ATP가 생성된다. 포도당 1분자당 3분자의 ATP가 생성되는 비교적 높은 수율을 가진다. 이러한 발효 과정의 전체 반응식은 다음과 같다.
C6H12O6 → C4H8O2 + 2 CO2 + 2 H2
몇몇 세균 종류는 뷰티레이트 발효로 시작하는 대체 경로에서 아세톤과 n-뷰탄올을 형성한다. 이들 세균 종류의 일부는 다음과 같다:
- Clostridium acetobutylicum, 산업적으로 가장 많이 이용되는 아세톤 및 프로판올 생산자
- Clostridium beijerinckii
- Clostridium tetanomorphum
- Clostridium aurantibutyricum

이러한 세균은 위에서 설명한 바와 같이 뷰티레이트 발효로 시작하지만, pH가 5미만으로 떨어지면 pH가 더 떨어지는 것을 방지하기 위해 뷰탄올과 아세톤 생산으로 대사가 전환된다. 아세톤 1분자 당 2분자의 뷰탄올이 생성된다.
대사 경로의 변화는 아세토아세틸-CoA 생성 이후에 일어난다. 이 과정의 중간 생성물은 2가지 가능한 대사 경로를 취한다:
- 아세토아세틸-CoA → 아세토아세테이트 → 아세톤
- 아세토아세틸-CoA → 뷰티릴-CoA → 뷰틸알데하이드 → 뷰탄올

저항성 녹말, 귀리 시리얼, 펙틴, 구아 등으로부터 유래한 고발효성 섬유 잔류물들은 셀룰로스와 같은 저발효성 섬유보다 대장균에 의한 뷰티레이트를 포함하는 짧은 사슬 지방산을 더 많이 생성한다. 한 연구에 따르면 저항성 녹말은 다른 형태의 식이 섬유보다 지속적으로 많은 뷰티레이트를 생성한다. 소와 같은 반추동물에서 식이 섬유로부터 짧은 사슬 지방산을 생성하는 것은 우유와 버터 속에 뷰티레이트가 들어있는 원인이다.
프룩탄은 프리바이오틱(prebiotic) 가용성 식이 섬유의 또 다른 공급원이다. 프룩탄은 부추속(Allium) 식물과 십자화과(Cruciferous) 식물과 같은 황이 많이 포함된 채소의 가용성 섬유에서 종종 발견된다. 프룩탄의 공급원은 밀, 호밀, 보리, 양파, 마늘, 아스파라거스, 비트, 치커리, 파의 흰색 부분, 브로콜리, 방울 양배추, 양배추, 회향 등을 포함하고, 프럭토올리고당(FOS), 올리고프럭토스, 이눌린과 같은 프리바이오틱스(prebiotics)를 포함한다. 이러한 식품의 대부분은 저항성 녹말에 비해 뷰티레이트 생성이 부족하지만 많은 장점을 가진다. 이들 식품은 일반적으로 낮은 혈당 지수를 가지며, 히스톤 탈아세틸화효소(histone deacetylase, HDAC) 저해제로 혈액뇌장벽을 통과하여 뇌세포의 미토콘드리아에서 연료로 사용되는 β-하이드록시뷰티르산으로부터 혜택을 보는 케톤생성성 식이를 하는 사람들의 관심을 끈다. 뷰티레이트 생성 식품의 다른 히스톤 탈아세틸화효소 저해제는 설포라판(sulforaphane)으로 사람의 유방암 세포를 억제하는데 도움을 준다. 설포라판은 쥐에서 모발 성장을 촉진시키는 것으로 나타났으며, 궤양을 예방하는 화합물을 함유하고 있으며, 쥐의 인지 능력에 도움을 준다. 브로콜리의 설포라판은 적절하지 않게 준비되면 파괴된다는 점에 유의해야 한다. 마늘에 함유된 프럭탄에서 발견된 디알릴 디설파이드(diallyl disulfide)는 설치류에서 화학 독성 및 발암을 감소시키는 것으로 밝혀졌으며, 사람의 대장암세포의 성장을 억제할 때 뷰티레이트와 함께 시너지 효과를 나타냈다.

## 약리학

### 약력학
다른 짧은 사슬 지방산(short-chain fatty acids, SCFAs)들과 마찬가지로 뷰티레이트는 에너지 균형을 조절하는데 도움을 주는 영양 센서로 기능하는 유리 지방산 수용체인 FFAR2와 FFAR3의 작용 물질이다. 다른 짧은 사슬 지방산들과는 달리, 뷰티레이트는 니아신 수용체 1(NIACR1, 또는 GPR109A로도 알려진)의 작용 물질이기도 하다. 뷰티르산은 특히 대장세포의 미토콘드리아에서 사용되고, 간에서 지방산 대사 과정 동안 ATP를 생성하는데 이용된다. 뷰티르산은 히스톤 탈아세틸화효소 저해제(구체적으로, HDAC1, HDAC2, HDAC3, and HDAC8)로 작용하여 세포에서 히스톤이 아세틸화된 상태로 머물게 한다. 히스톤의 아세틸화는 히스톤 단백질과 DNA 사이의 정전기적 인력을 줄임으로써 염색질의 구조를 느슨하게 풀어준다. 일반적으로 전사인자는 히스톤이 DNA와 단단하게 결합된 영역(즉, 탈아세틸화된, 예를 들어 이질염색질)에 접근할 수 없을 것으로 생각된다. 따라서, 뷰티르산은 프로모터에서 전사 활성을 증가시키는 것으로 생각되며, 히스톤 탈아세틸화효소 활성으로 인해 보통 침묵되거나 하향 조절된다.

### 약동학
식이 섬유의 미생물 발효를 통해 결장에서 생산되는 뷰티레이트는 결장세포와 간에서 흡수되어 에너지 대사 과정 동안 ATP를 생성한다. 그러나 일부 뷰티레이트는 결장 말단부에서 흡수되고, 간문맥으로 들어가지 않아 순환계를 통해 뷰티레이트가 전신의 여러 장기에 분포될 수도 있다. 전신 순환을 하는 뷰티레이트는 모노카복실레이트 수송체(즉, SLC16A 수송체들의 일종)를 통해 혈액뇌장벽을 용이하게 통과할 수 있다. 세포막을 가로지르는 뷰티레이트의 통과를 매개하는 다른 수송체로는 SLC5A8(SMCT1), SLC27A1(FATP1), SLC27A4(FATP4)가 있다.

#### 물질대사
뷰티르산은 뷰티레이트-CoA 리게이스라고도 불리는 사람에 있는 다양한 XM-리게이스(xenobiotic/medium-chain fatty acid-ligase)(ACSM1, ACSM2B, ASCM3, ACSM4, ACSM5, ACSM6)에 의해 대사된다. 이 반응에 의해 생성된 대사 산물은 뷰티릴-CoA이며, 다음과 같이 생성된다.
ATP + 뷰티르산 + CoA → AMP + 피로인산(PPi) + 뷰티릴-CoA
짧은 사슬 지방산인 뷰티레이트는 지방산 대사를 통한 에너지(즉, 아데노신 삼인산 또는 ATP) 공급원으로써 미토콘드리아에 의해 이용된다.
사람에서 트라이아실글리세롤 라이페이스는 다음 반응을 통해 뷰티레이트의 프로드러그인 트라이뷰티린(tributyrin)을 다이뷰티린(dibutyrin)과 뷰티레이트(Butyrate)로 전환시킨다.
트라이뷰티린 + H2O= 다이뷰티린 + 뷰티레이트

## 연구

### 말초 치료 효과
뷰티레이트는 에너지 항상성 및 관련 질환(당뇨병 및 비만), 염증 및 면역(예: 항균 및 항암 효과가 있음)과 관련해서 사람에게 많은 유익한 효과를 제공한다. 이러한 효과는 지방산 대사 동안 ATP를 생성하는 미토콘드리아에 의한 뷰티레이트의 이용을 통해 일어나거나 또는 하나 이상의 뷰티레이트의 히스톤 변형 효소 표적(즉, I형 히스톤 탈아세틸화효소) 및 G-단백질 연결 수용체(즉, FFAR2, FFAR3, and NIACR1)를 통해 일어난다.

#### 면역 조절과 염증 반응
뷰티레이트의 면역계에 미치는 영향은 I형 히스톤 탈아세틸화효소의 억제와 뷰티레이트의 G 단백질 연결 수용체 표적인 NIACR1(GPR109A), FFAR2(GPR43), FFAR3(GPR41)의 활성화를 통해 매개된다. 짧은 사슬 지방산 중 뷰티레이트는 시험관 내에서 장 조절 T세포의 가장 강력한 프로모터이며, NIACR1 리간드들 중에서 유일하다. 뷰티르산은 결장에서 염증 반응의 중요한 매가자인 것으로 나타났다. 뷰티르산은 염증 매개 궤양성 대장염과 대장암을 막는 예방적, 치료적 잠재력을 가지고 있다.
뷰티레이트는 항균 펩타이드 LL-37을 통해 사람에게 항균성을 부여하며, 이는 히스톤 H3에 대한 히스톤 탈아세틸화효소 억제를 통해 유도된다. 뷰티레이트는 FOXP3(Tregs의 전사인자)의 유전자 발현을 증가시키고, I형 히스톤 탈아세틸화효소의 억제를 통해 결장 조절 T세포(regulatory T cells, Tregs)를 촉진시킨다. 이러한 작용을 통해 뷰티레이트는 항염증성 사이토카인인 인터루킨 10의 발현을 증가시킨다. 뷰티레이트는 또한 히스톤 탈아세틸화효소 저해를 통해 부분적으로 매개되는 IFN-γ–STAT1 신호전달경로를 억제함으로써 대장 염증을 막는다. 일시적인 IFN-γ 신호전달은 일반적으로 정상적인 숙주의 면역 반응과 관련이 있는 반면 만성적인 IFN-γ 신호전달은 종종 만성적인 염증과 관련이 있다. 뷰티레이트가 T세포의 Fas 유전자 프로모터에 결합된 히스톤 탈아세틸화효소1(HDAC1)의 활성을 억제하여 Fas 프로모터의 과아세틸화 및 T세포 표면의 Fas 수용체의 상향 조절을 일으키는 것으로 밝혀졌다. 이는 뷰티레이트가 결장 조직에서 T세포의 세포 사멸을 증가시켜 염증의 원인(IFN-γ 생성)을 제거하는 것으로 제안되었다.
다른 NIACR1 작용제와 마찬가지로 뷰티레이트도 뇌, 위장관, 피부 및 혈관을 비롯한 다양한 조직에서 현저한 항염증효과를 나타낸다. FFAR3에 결합한 뷰티레이트는 신경펩타이드 Y의 방출을 유도하고, 결장 점막 및 장 면역계의 기능적 항상성을 촉진한다.
뷰티르산은 포유류 결장(결장세포)의 막을 형성하는 세포의 에너지(ATP) 공급원으로 중요하다. 뷰티르산을 에너지로 사용하지 않으면, 결장세포는 상향조절된 자가소화 작용(즉, 자기소화)을 겪는다.

#### 암
뷰티레이트는 정상세포와 암세포에서 서로 다른 효과를 나타낸다. 이는 "뷰티레이트의 역설(butyrate paradox)"로 알려져 있다. 특히 뷰티레이트는 결장 종양 세포는 억제하고, 정상적인 결장상피 세포는 촉진시킨다. 그 신호전달 메커니즘은 잘 알려져 있지 않다. 보고서는 뷰티레이트의 화학적 예방 효과가 부분적으로 종양 형성 과정과 관련된 노출량, 노출시간 및 식이 지방의 종류에 달려 있다고 제안했다. 발효될 수 있는 섬유에서 뷰티레이트와 같은 휘발성 지방산(짧은 사슬 지방산)의 생산은 대장암에서 식이 섬유의 역할에 기여할 수 있다. 뷰티르산을 포함한 짧은 사슬 지방산은 적절한 양의 식이 섬유가 함유된 식물성 식품인 프리바이오틱스를 먹이로 하거나 발효시키는 유익한 장내 세균(프로바이오틱)에 의해 생산된다. 이 짧은 사슬 지방산은 에너지 생성과 세포 증식을 증가시켜 결장 세포에 도움이 되며, 결장암을 예방할 수 있다.
반대로 일부 연구자들은 뷰티레이트를 제거하려고 시도하며 뷰티레이트를 잠재적인 암 유발자로 간주하고 있다. 생쥐에 대한 연구 결과 뷰티레이트가 MSH2 결핍 결장 상피세포의 형질전환을 유도한다는 사실이 밝혀졌다. 이는 유전자 결핍과 관련이있다. 유전적으로 문제가 있는 경우 나이아신, β-하이드록시뷰티레이트 및 커규민은 효과적인 보조 치료제가 될 수 있다.

#### 당뇨병
미생물과 당뇨병의 관계에 대한 보고서는 뷰티레이트가 모델 동물과 제2형 당뇨병 환자에서 "심각한 면역 대사 효과"를 유도할 수 있다고 주장했다. 또한 비만, 당뇨병과 인체 내에서 현저한 장내 세균의 불균형 간의 관계 역시 주목받았으나, 아직 이에 대해선 완전하게 이해되고 있지는 않다. 이러한 질병에서 뷰티레이트의 사용에 대한 강력한 증거가 있음을 인정하면서, 이 보고서는 이들 질병의 치료 방법을 개선하기 위해 질병의 병태생리학(즉, 생체분자의 메커니즘)에 대한 보다 많은 연구를 요구했다.

## 같이 보기
- 히스톤
- 히스톤 변형 효소
  - 히스톤 아세틸화효소
  - 히스톤 탈아세틸화효소
- 하이드록시뷰티르산
  - α-하이드록시뷰티르산
  - β-하이드록시뷰티르산
  - γ-하이드록시뷰티르산
- β-하이드록시 β-메틸뷰티르산
- β-메틸뷰티르산

## 주해
1. ↑  결장에서 흡수된 대부분의 뷰티레이트는 간문맥을 통해 순환계로 들어간다.[37] 간문맥으로 들어가는 대부분의 뷰티레이트는 간을 거친다.[37]